# Lutealfase
Lutealfase er for de fleste kvinder er perioden mellem ægløsning (når et æg frigives fra æggestokken) og deres månedlige menstruation. Den luteale fase er mellem 12 og 16 dage.
 Der er for få eller ingen kildehenvisninger i denne artikel, hvilket er et problem. Du kan hjælpe ved at angive troværdige kilder til de påstande, som fremføres i artiklen.